# Nogueira (Bragança)
Nogueira é uma povoação portuguesa sede da Freguesia de Nogueira do Município de Bragança, freguesia com 12,07 km² de área e 462 habitantes (censo de 2021), tendo, por isso, uma densidade populacional de 38,3 hab./km².
A aldeia está no sopé nordeste da Serra da Nogueira.

## Demografia
A população registada nos censos foi:
| Distribuição da População por Grupos Etários | Distribuição da População por Grupos Etários | Distribuição da População por Grupos Etários | Distribuição da População por Grupos Etários | Distribuição da População por Grupos Etários |
| -------------------------------------------- | -------------------------------------------- | -------------------------------------------- | -------------------------------------------- | -------------------------------------------- |
| Ano                                          | 0-14 Anos                                    | 15-24 Anos                                   | 25-64 Anos                                   | > 65 Anos                                    |
| 2001                                         | 46                                           | 65                                           | 229                                          | 91                                           |
| 2011                                         | 79                                           | 35                                           | 276                                          | 105                                          |
| 2021                                         | 51                                           | 47                                           | 228                                          | 136                                          |